# 凯旋门 (慕尼黑)

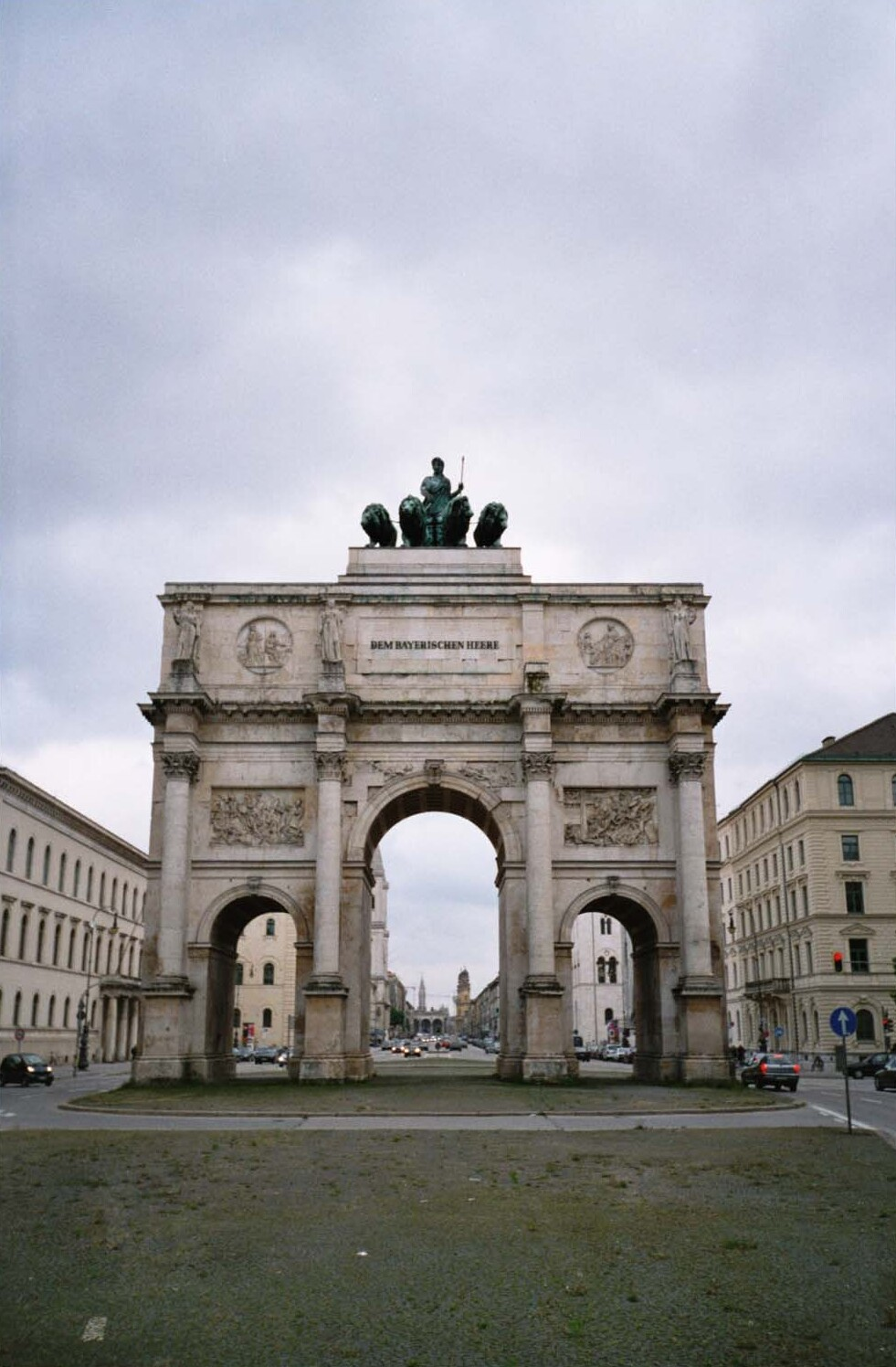
凯旋门 (慕尼黑)

慕尼黑凯旋门（Siegestor）位于德国慕尼黑马克斯郊区与施瓦宾区的分界线上，邻近慕尼黑大学，南面是路德维希大街，北面是利奥波德大街。慕尼黑凯旋门高21米，宽24米，厚12米。风格类似于罗马的君士坦丁凯旋门、伦敦的大理石拱门、巴黎的凯旋门以及柏林的勃兰登堡门。

## 历史
此门由巴伐利亚国王路德维希一世建造，完成于1852年。顶部有双轮战车和狮子。使用狮子，是因为狮子是统治巴伐利亚的维特尔斯巴赫王朝的标志。此门原来是为了纪念巴伐利亚军队的光荣（dem bayerischen Heere zum Ruhme），今天则用作提醒和平的纪念碑。此门在第二次世界大战中遭严重损坏，但是如同柏林的威廉皇帝纪念教堂，只是局部加以重建，特意留下了戰爭的痕跡。背面的题词是“献给胜利，毁于战争，警醒和平”。（Dem Sieg geweiht, vom Krieg zerstört, zum Frieden mahnend）。

## 画廊

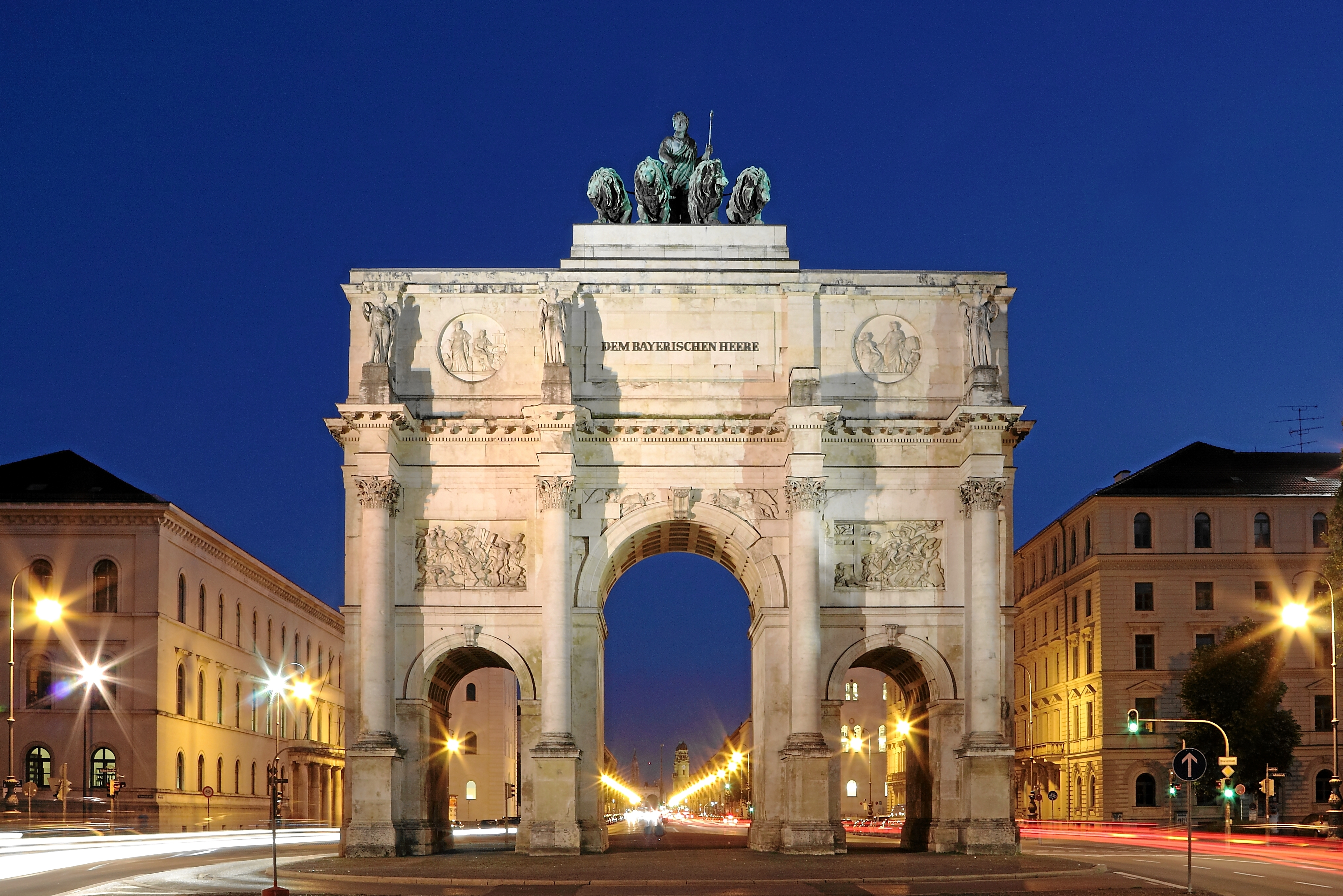
2013年的凯旋门
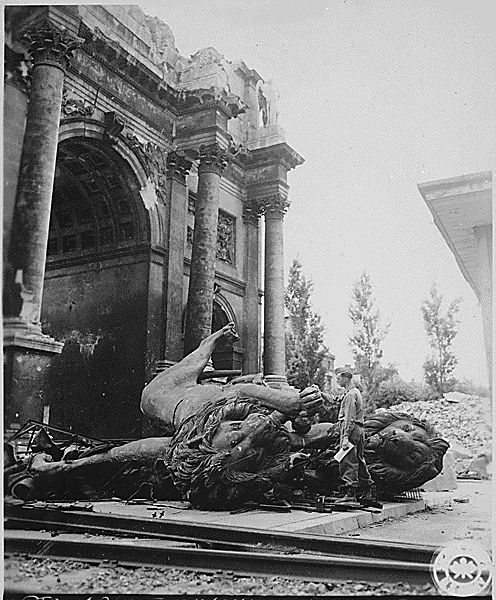
1945年的凯旋门
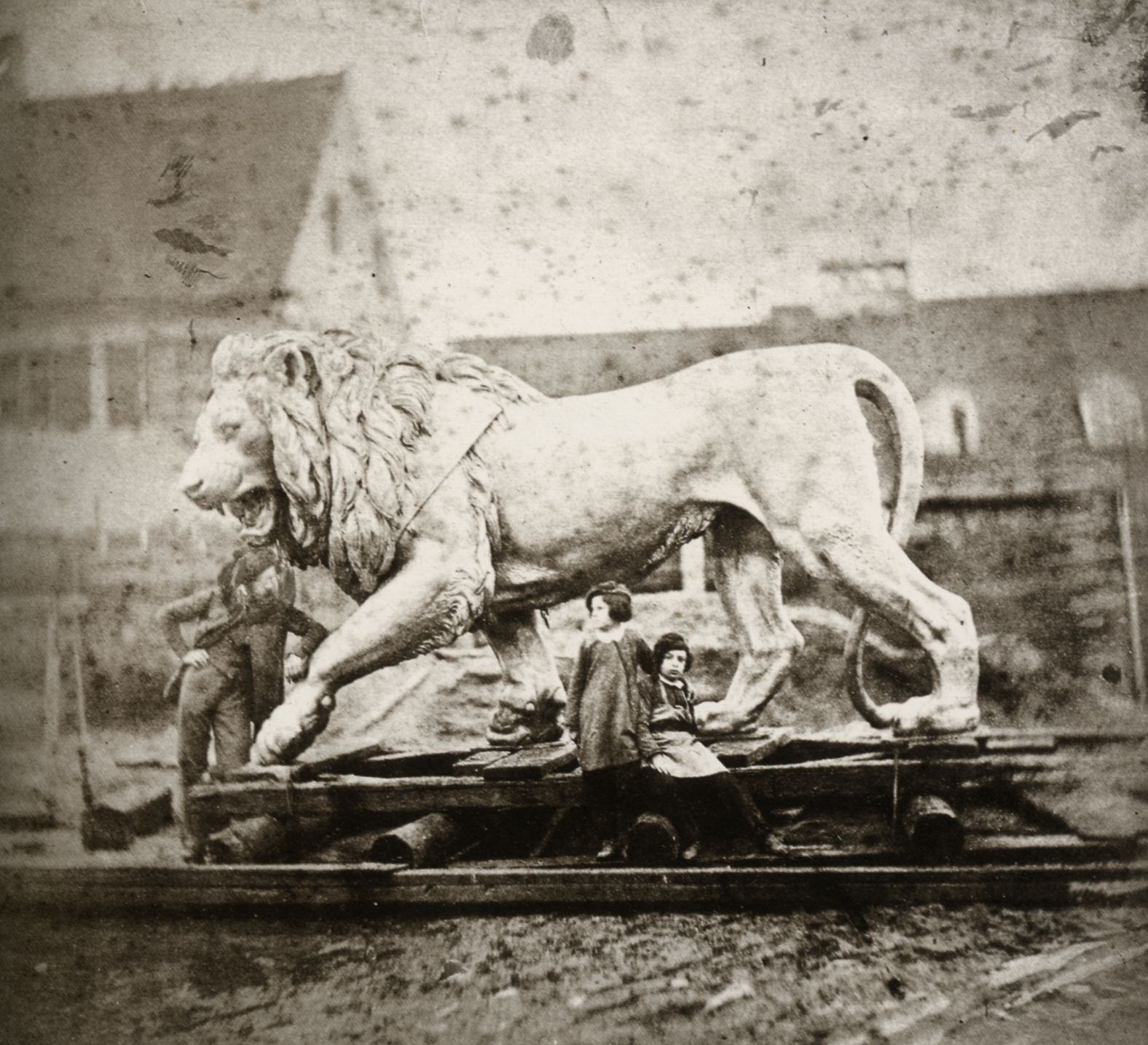
1851年
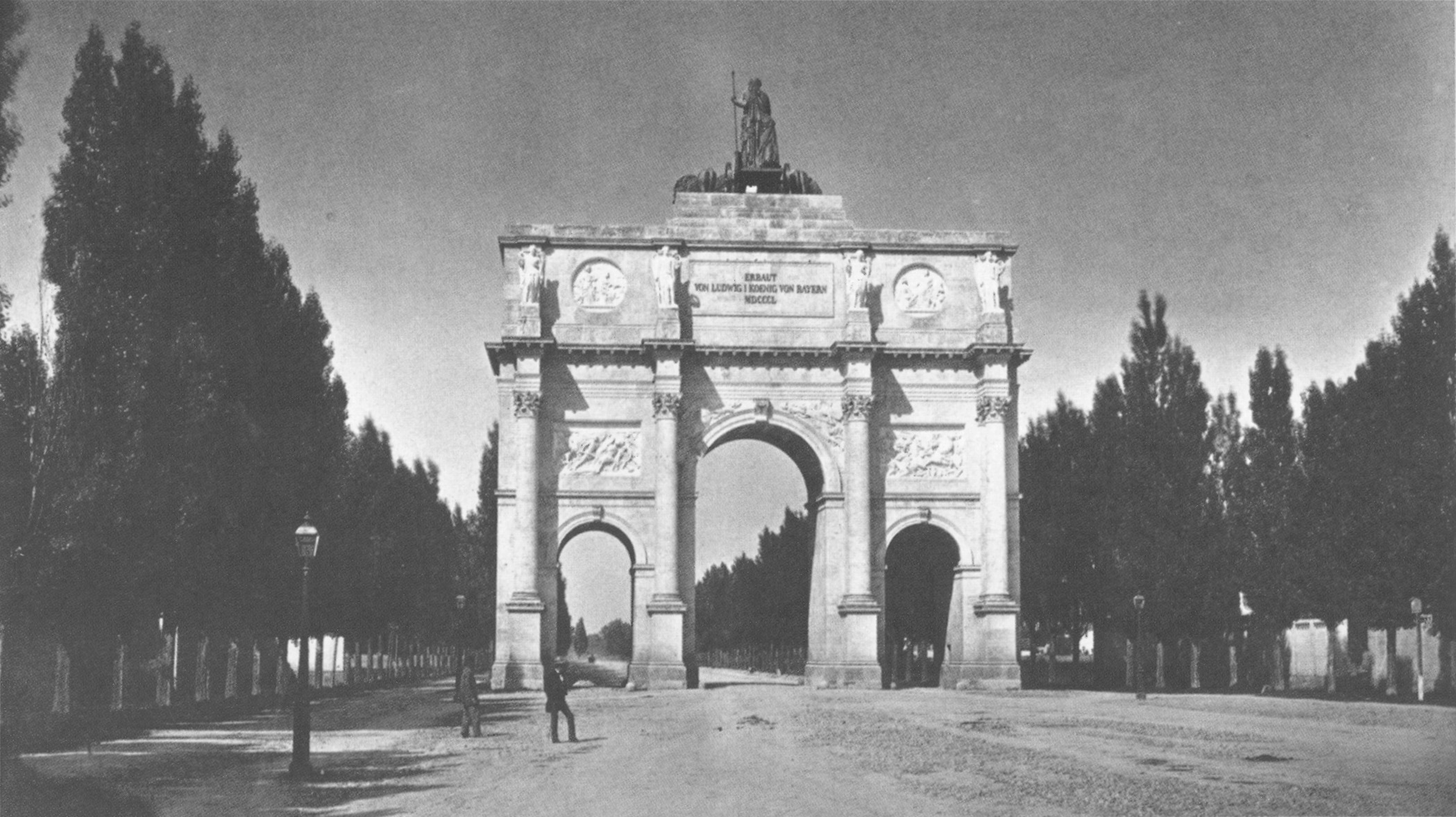
1854年
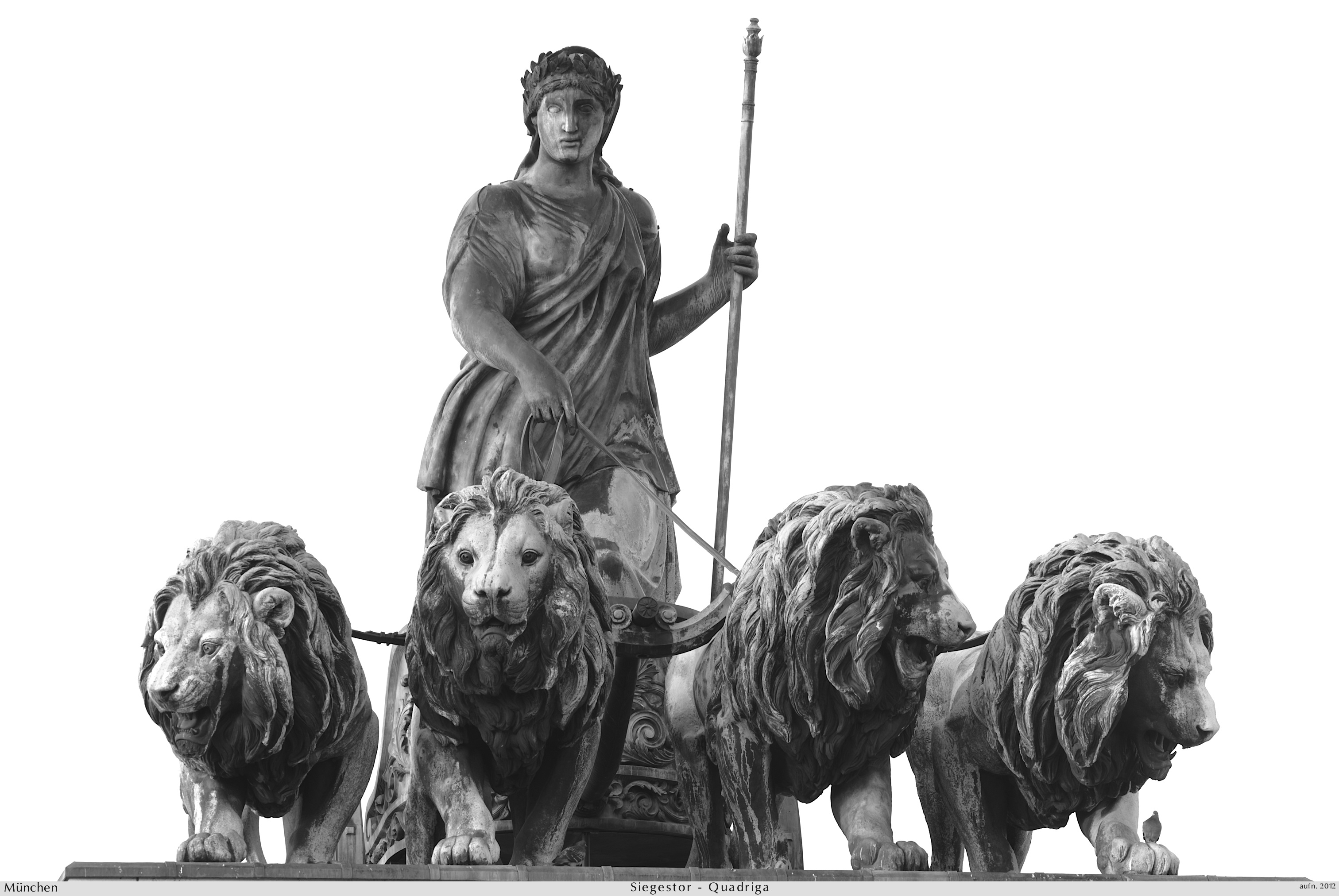
2012年